# Auston Trusty
Auston Trusty (Media, 12 agosto 1998) è un calciatore statunitense, difensore del Celtic e della nazionale statunitense.

## Carriera

### Club
Trusty firma nel 2016 un contratto con la USL per i Bethlehem Steel e raggiungendo un accordo verbale secondo il quale, a fine stagione, avrebbe giocato per l'Università della Carolina del Nord. A fine stagione, nonostante l'accordo, decide di concentrarsi sulla carriera professionista.
Il 10 agosto 2016 firma con i Philadelphia Union.
Il 31 gennaio 2022 viene acquistato dall'Arsenal dai Colorado Rapids, lasciandolo in prestito fino al luglio seguente.
Il 15 luglio 2022 viene ceduto nuovamente in prestito, questa volta al Birmingham City.
Dopo avere disputato una buona stagione in Championship con i biancoblù fa ritorno all'Arsenal data la scadenza del prestito, per poi venire ceduto a titolo definitivo allo Sheffield Utd il 3 agosto 2023.
Il 30 agosto 2024 viene acquistato dal Celtic.

### Nazionale
Con gli Stati Uniti under 20 conquista il Nordamericano Under-20 in Nicaragua collezionando 2 presenze. Nel 2017 disputa il Mondiale di categoria in Corea del Sud dove colleziona 2 presenze e segna una rete con la selezione Under-20 nel successo per 1-0 ai gironi contro il Senegal.
Il 24 marzo 2023 esordisce con la nazionale maggiore nel successo per 1-7 contro Grenada.

## Statistiche

### Presenze e reti nei club
Statistiche aggiornate al 5 gennaio 2025.
| Stagione                  | Squadra                   | Campionato                | Campionato | Campionato | Coppe nazionali | Coppe nazionali | Coppe nazionali | Coppe continentali | Coppe continentali | Coppe continentali | Altre coppe | Altre coppe | Altre coppe | Totale | Totale | Totale |
| Stagione                  | Squadra                   | Comp                      | Pres       | Reti       | Comp            | Pres            | Reti            | Comp               | Pres               | Reti               | Comp        | Pres        | Reti        | Pres   | Reti   |        |
| ------------------------- | ------------------------- | ------------------------- | ---------- | ---------- | --------------- | --------------- | --------------- | ------------------ | ------------------ | ------------------ | ----------- | ----------- | ----------- | ------ | ------ | ------ |
| 2016                      | Bethlehem Steel           | USL                       | 20         | 0          | -               | -               | -               | -                  | -                  | -                  | -           | -           | -           | 20     | 0      |        |
| 2017                      | Bethlehem Steel           | USL                       | 24+1       | 0          | -               | -               | -               | -                  | -                  | -                  | -           | -           | -           | 25     | 0      |        |
| Totale Bethlehem Steel    | Totale Bethlehem Steel    | Totale Bethlehem Steel    | 44+1       | 0          |                 | -               | -               |                    | -                  | -                  |             | -           | -           | 45     | 0      |        |
| 2018                      | Philadelphia Union        | MLS                       | 34+1       | 1          | USOC            | 5               | 0               | -                  | -                  | -                  | -           | -           | -           | 40     | 1      |        |
| 2019                      | Philadelphia Union        | MLS                       | 22         | 1          | USOC            | 0               | 0               | -                  | -                  | -                  | -           | -           | -           | 22     | 1      |        |
| Totale Philadelphia Union | Totale Philadelphia Union | Totale Philadelphia Union | 56+1       | 2          |                 | 5               | 0               |                    | -                  | -                  |             | -           | -           | 62     | 2      |        |
| 2020                      | Colorado Rapids           | MLS                       | 7          | 0          | -               | -               | -               | -                  | -                  | -                  | MiB         | 1           | 0           | 8      | 0      |        |
| 2021                      | Colorado Rapids           | MLS                       | 33+1       | 1          | -               | -               | -               | -                  | -                  | -                  | -           | -           | -           | 34     | 1      |        |
| gen.-lug. 2022            | Colorado Rapids           | MLS                       | 16         | 0          | USOC            | 1               | 0               | CCL                | 2                  | 0                  | -           | -           | -           | 19     | 0      |        |
| Totale Colorado Rapids    | Totale Colorado Rapids    | Totale Colorado Rapids    | 56+1       | 1          |                 | 1               | 0               |                    | 2                  | 0                  |             | 1           | 0           | 61     | 1      |        |
| 2022-2023                 | Birmingham City           | FLC                       | 44         | 4          | FACup+CdL       | 3+1             | 0+0             | -                  | -                  | -                  | -           | -           | -           | 48     | 4      |        |
| 2023-2024                 | Sheffield Utd             | PL                        | 32         | 0          | FACup+CdL       | 1+1             | 0+0             | -                  | -                  | -                  | -           | -           | -           | 34     | 0      |        |
| lug.-ago. 2024            | Sheffield Utd             | FLC                       | 1          | 0          | FACup+CdL       | 0+2             | 0+1             | -                  | -                  | -                  | -           | -           | -           | 3      | 1      |        |
| Totale Sheffield Utd      | Totale Sheffield Utd      | Totale Sheffield Utd      | 33         | 0          |                 | 4               | 1               |                    | -                  | -                  |             | -           | -           | 37     | 1      |        |
| 2024-2025                 | Celtic                    | SP                        | 10         | 1          | SC+CdL          | 0+3             | 0+0             | UCL                | 6                  | 0                  | -           | -           | -           | 19     | 1      |        |
| Totale carriera           | Totale carriera           | Totale carriera           | 243+3      | 8          |                 | 17              | 1               |                    | 8                  | 0                  |             | 1           | 0           | 272    | 9      |        |

### Cronologia presenze e reti in nazionale
| Cronologia completa delle presenze e delle reti in nazionale ― Stati Uniti | Cronologia completa delle presenze e delle reti in nazionale ― Stati Uniti | Cronologia completa delle presenze e delle reti in nazionale ― Stati Uniti | Cronologia completa delle presenze e delle reti in nazionale ― Stati Uniti | Cronologia completa delle presenze e delle reti in nazionale ― Stati Uniti | Cronologia completa delle presenze e delle reti in nazionale ― Stati Uniti | Cronologia completa delle presenze e delle reti in nazionale ― Stati Uniti | Cronologia completa delle presenze e delle reti in nazionale ― Stati Uniti |
| Data                                                                       | Città                                                                      | In casa                                                                    | Risultato                                                                  | Ospiti                                                                     | Competizione                                                               | Reti                                                                       | Note                                                                       |
| -------------------------------------------------------------------------- | -------------------------------------------------------------------------- | -------------------------------------------------------------------------- | -------------------------------------------------------------------------- | -------------------------------------------------------------------------- | -------------------------------------------------------------------------- | -------------------------------------------------------------------------- | -------------------------------------------------------------------------- |
| 25-3-2023                                                                  | Saint George's                                                             | Grenada                                                                    | 1 – 7                                                                      | Stati Uniti                                                                | CONCACAF Nations League 2022-2023 - 1º turno                               | -                                                                          |                                                                            |
| 19-6-2023                                                                  | Paradise                                                                   | Canada                                                                     | 0 – 2                                                                      | Stati Uniti                                                                | CONCACAF Nations League 2022-2023 - Finale                                 | -                                                                          | 79’                                                                        |
| 15-10-2024                                                                 | Guadalajara                                                                | Messico                                                                    | 2 – 0                                                                      | Stati Uniti                                                                | Amichevole                                                                 | -                                                                          | 83’                                                                        |
| 14-11-2024                                                                 | Kingston                                                                   | Giamaica                                                                   | 0 – 1                                                                      | Stati Uniti                                                                | CONCACAF Nations League 2024-2025 - Quarti di finale                       | -                                                                          | 87’                                                                        |
| Totale                                                                     |                                                                            | Presenze                                                                   | 4                                                                          |                                                                            | Reti                                                                       | 0                                                                          |                                                                            |

## Palmarès

### Club

#### Competizioni nazionali
- Coppa di Lega scozzese: 1

Celtic: 2024-2025
- Campionato scozzese: 1

Celtic: 2024-2025

### Nazionale
- Campionato nordamericano di calcio Under-20: 1

2017
- CONCACAF Nations League: 1

2022-2023